# Doryopteris pedatoides
Doryopteris pedatoides är en kantbräkenväxtart som först beskrevs av Nicaise Augustin Desvaux, och fick sitt nu gällande namn av Oskar Kuhn. Doryopteris pedatoides ingår i släktet Doryopteris och familjen Pteridaceae. Inga underarter finns listade.